# Neoholothele incei
Neoholothele incei är en spindelart som först beskrevs av F. O. Pickard-Cambridge 1898.  Neoholothele incei ingår i släktet Neoholothele och familjen fågelspindlar. Inga underarter finns listade i Catalogue of Life.